# Barcarolle (Holmès)
Pour les articles homonymes, voir Barcarolle (homonymie).
Barcarolle est une mélodie d'Augusta Holmès composée en 1900.

## Composition
Augusta Holmès compose sa Barcarolle en 1900, sur un poème écrit par elle-même. L'œuvre existe en trois versions : l'une en mi mineur, la deuxième en ré mineur et la troisième en si mineur. L'illustration est due à Barabandy. La mélodie est publiée aux éditions Enoch.